# مانو جينوبيلي
مانو جينوبيلي (بالإسبانية: Manu Ginóbili) مواليد 28 يوليو 1977، هو لاعب كرة سلة أرجنتيني ويحمل الرقم 20. يبلغ طوله 6 قدم 6 بوصة (2.0 م). يلعب مع سان أنطونيو سبرز في الرابطة الوطنية لكرة السلة.

## روابط خارجية
- مانو جينوبيلي على موقع الاتحاد الدولي لكرة السلة (الإنجليزية)
- مانو جينوبيلي على موقع الدوري الأوروبي لكرة السلة (الإنجليزية)
- مانو جينوبيلي على موقع إن بي أي (الإنجليزية)
- مانو جينوبيلي على موقع سبورتس رفرنس (الإنجليزية)
- مانو جينوبيلي على موقع كرة السلة الأوروبية.كوم (الإنجليزية)
- مانو جينوبيلي على موقع إي إس بي إن.كوم (الإنجليزية)
- مانو جينوبيلي على موقع ريلجم (الإنجليزية)
- مانو جينوبيلي على موقع بروبوليرز (الإنجليزية)
- مانو جينوبيلي على موقع سبورتس رفرنس (الإنجليزية)
- مانو جينوبيلي على موقع اللجنة الأولمبية الدولية (الإنجليزية)